# 스타필드 (밴드)
스타필드(Starfield)는 캐나다의 크리스천 록 밴드이다.

## 음반 목록
- Starfield(2004)
- Beauty in the Broken(2006)
- I Will Go(2008)
- The Saving One(2010)
- The Kingdom(2012)